# کتابخانه‌های منطقه شهری هلسینکی
کتابخانه‌های منطقه شهری هلسینکی (Helmet) یک شبکه کتابخانه‌ای در فنلاند است. این شبکه از کتابخانه‌های شهر هلسینکی، اسپو، کاونیاینن و وانتا تشکیل شده است.

## شبکه و عملیات
همه کتابخانه‌های هلمت دارای قوانین عملیاتی، رویه‌ها و خدمات مشترک هستند. همان کارت کتابخانه را می‌توان در هر کتابخانه‌ای در شبکه استفاده کرد. کاربران می‌توانند مطالبی را از هر کتابخانه‌ای در شبکه درخواست کنند. آنها همچنین می‌توانند مطالب را در هر کتابخانه‌ای در شبکه برگردانند و تجدید کنند.

## تاریخچه
کتابخانه‌های منطقه شهری هلسینکی از سال ۱۹۷۶ با هم کار می‌کنند. در آن زمان، آنها اولین سیستم گردش خون مبتنی بر رایانه مشترک خود را خریداری کردند. در دهه ۱۹۸۰ به مشتریان کارت‌های کتابخانه رایج منطقه‌ای داده شد.
بر اساس مطالعه ای که توسط «مؤسسه تحقیقات اقتصادی Taloustutkimus» انجام شد، هملت دومین برند آنلاین فنلاند در سال ۲۰۱۲ بود که تنها توسط گوگل برتری داشت.